# Vörhenyes remetekolibri
A vörhenyes remetekolibri (Phaethornis ruber) a madarak osztályának sarlósfecske-alakúak (Apodiformes)  rendjébe és a kolibrifélék (Trochilidae) családjába tartozó faj.

## Rendszerezése
A fajt Carl von Linné svéd természettudós írta le 1758-ban, a Trochilus nembe Trochilus ruber néven.

## Alfajai
- Phaethornis ruber episcopus Gould, 1857
- Phaethornis ruber longipennis von Berlepsch & Stolzmann, 1902
- Phaethornis ruber nigricinctus Lawrence, 1858
- Phaethornis ruber ruber (Linnaeus, 1758)[2]

## Előfordulása
Bolívia, Brazília, Ecuador, Francia Guyana, Guyana, Kolumbia, Peru, Suriname és Venezuela területén honos. 
Természetes élőhelyei a szubtrópusi és trópusi síkvidéki esőerdők, mocsári erdők és szavannák, valamint másodlagos erdők. Állandó, nem vonuló faj.

## Megjelenése
Testhossza 9 centiméter.
|  |

## Természetvédelmi helyzete
Az elterjedési területe rendkívül nagy, egyedszáma viszont csökken, de még nem éri el a kritikus szintet. A Természetvédelmi Világszövetség Vörös listáján nem fenyegetett fajként szerepel.